# Myrmeciza immaculata
Il mangiaformiche immacolato (Myrmeciza immaculata (Lafresnaye, 1845)) è un uccello passeriforme della famiglia Thamnophilidae.

## Distribuzione e habitat
Vive in Colombia, Ecuador, Costa Rica, Panama e Venezuela.

## Tassonomia
Sono note le seguenti sottospecie:
- Myrmeciza immaculata immaculata (Lafresnaye, 1845)
- Myrmeciza immaculata conception Donegan, 2012
- Myrmeciza immaculata brunnea Phelps & Phelps Jr, 1955